# Aktiemarkedet
Aktiemarkedet er en samlingsplads hvor handel sker med værdipapirer. Under visse omstændigheder forekommer også lån og bytte.
Handlen sker oftest på en børs som f.eks. Københavns Fondsbørs, men kan også ske bilateralt, dvs at to personer foretager en handel uden at anvende børsen som mellemled.  Børsens opgave er at skabe kontakt mellem købere og sælgere af aktien, så at handler kan realiseres.
Den samlede værdi af aktiekapitalen på alle verdens aktiemarkeder tilsammen blev i juli 2023 vurderet til 112 billioner amerikanske dollar. Det svarer til ca. 780 billioner kroner (780.000.000.000.000 kr.). Den samlede værdi af det danske aktiemarked var 5.874 mia. kr. i marts 2024 (altså knap 6 billioner kr.).

## Forskellige former for værdipapirhandel
- Værdipapir
  - Aktie
    - A aktie
    - B aktie

  - Derivat
    - Amerikansk derivat
    - Asiatisk derivat
    - Europæisk derivat

  - Investeringsforening
    - Aktiefond
    - Rentefond

  - Obligation(er)
    - Kuponobligation
      - Kuponrente

  - Option(er)
    - Aktieoption
    - Købeoption (call)
    - Salgsoption (put)

  - Warrant

## Handel /fagsprogmedværdipapir
- Kursvariationer
  - All time high
  - Afstæmningsdag
  - Baisse
  - Hausse
  - Tyremarked (bull market)
- Afkast
  - Forrentning
  - Rente
  - Risikofri rente
- Aktiv order

## Handlingsstrategier
- Covered call
- Fence
- Strut
- Winning Trading